# Chrysopogon agilis
Chrysopogon agilis är en tvåvingeart som beskrevs av Clements 1985. Chrysopogon agilis ingår i släktet Chrysopogon och familjen rovflugor. Inga underarter finns listade i Catalogue of Life.